# Agrupació Cultural de Porreres
L'Agrupació Cultural de Porreres és una entitat sense ànim de lucre. Nascuda l'any 1971, té l'objectiu de divulgar i promocionar la cultura a la vila de Porreres. El 1996, va rebre el premi Bartomeu Oliver que anualment concedeix l'Obra Cultural Balear en el marc dels Premis 31 de desembre, pels seus XXV anys de trajectòria cultural.
Edita la revista Llum d'Oli, fundada per un grup de joves porrerencs de l'Agrupació Cultural el 1978. Durant més de 40 anys ha anat informant i creant debat dins la vila, amb vocació oberta i plural. Publicada en català, és una revista bimensual.
L'entitat va ser fundada per un grup de persones amb inquietuds culturals defensores de la democràcia, la llibertat d'expressió i la identitat nacional. En fou l'impulsor i primer president Joan Verger i Garau, aleshores exercint de notari a Porreres. Es poden distingir diferents etapes, que sense deixar de banda els objectius de base de l'entitat, s'han adaptat a la realitat social i cultural de l'època.  En l'actualitat compte amb la secció d'Scrabble en Català, el club d'escacs i el grup d'excursionistes GEP. En l'etapa actual, organitza tot un seguit d'activitats a més de presentacions de llibres o recitals de poesia, entre d'altres esdeveniments culturals.
En motiu del seu cinquantè aniversari i gràcies al mecenatge de la sòcia fundadora Maria Barceló i Crespí, l'entitat convocà un ajut d'investigació amb l'objectiu que en sorgís un llibre dels 50 anys d'història de l'entitat. L'ajut fou atorgat a Catalina Maria Garí Blanch i a Sebastià Lliteres Lliteres (aleshores coordinadors també de la revista Llum d'Oli), qui a principis de 2023 publicaren "L’Agrupació Cultural de Porreres (1971-2021). El batec d’un poble" mitjançant l'editorial Lleonard Muntaner.